# ウクライナ沿岸防衛部隊
ウクライナ沿岸防衛部隊（ウクライナえんがんぼうえいぶたい、ウクライナ語: Війська берегової оборони України）は、ウクライナ海軍の沿岸警備隊。海軍司令部隷下。ウクライナ沿岸防衛軍とも。

## 歴史

### ソビエト連邦
1967年2月14日、第52自動車化狙撃師団、第126自動車化狙撃師団を基幹にソ連地上軍第32軍団としてウクライナ・ソビエト社会主義共和国クリミア州で創設された。
1969年4月、第157自動車化狙撃師団が新編され、第52自動車化狙撃師団が第44軍団隷下に転属した。
1980年、第159自動車化狙撃師団（予備役）が新編され、1987年12月に第711訓練所に改編された。
1989年12月、第126自動車化狙撃師団がソ連海軍黒海艦隊隷下に転属した。

### ウクライナ

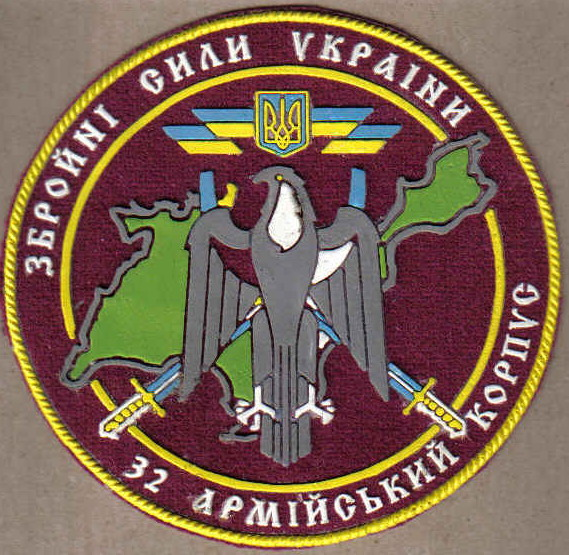
ウクライナ陸軍第32軍団章

1991年12月、ソビエト連邦の崩壊とウクライナの独立で創設されたウクライナ陸軍に編入した。
1992年7月、ソ連海軍第126沿岸防衛師団隷下の第816ロケット砲兵連隊が配属された。
1998年1月、オデッサ軍管区の改編で南部作戦管区隷下に配属された。
2003年4月、ウクライナ海軍に編入し、海軍司令部隷下に配属された。
2003年7月、海軍地上部隊のウクライナ沿岸防衛部隊に改編されたが、2004年12月に解隊されて隷下部隊は海軍司令部隷下に転属した。以後も第36独立沿岸防衛旅団の部隊名として残っていたが、2014年のロシアのクリミア侵攻の混乱で消滅した。
2024年12月、ウクライナ海兵隊第40独立沿岸防衛旅団の部隊名として10年ぶりに復活した。

## 組織
- 沿岸防衛部隊司令部（ムィコラーイウ）
  -  第36独立沿岸防衛旅団（シンフェロポリ）
  -  第6独立沿岸ミサイル旅団（ウクライナ語版）（セヴァストポリ）
    - 第25独立沿岸ミサイル大隊（ウクライナ語版）
    - 第85独立沿岸ミサイル大隊（ウクライナ語版）

## 2001年編制
2001年時点の編制は以下のとおりになる。
- 軍団司令部（シンフェロポリ）
- 第84独立機械化旅団（ペレヴァルノエ）
- 第127独立機械化旅団（フェオドシヤ）
- 第301砲兵旅団
- 第3独立特務連隊（ペルヴォマイスキー）
- 第501独立機械化連隊（ケルチ）
- 第816ロケット砲兵連隊
- 第1398対戦車砲連隊

- 第70工兵連隊（バフチサライ）
- 第4独立通信連隊
- 第287独立無線技術大隊
- 第858独立整備大隊
- 第150独立NBC防護大隊（ペレヴァルノエ）

## 1988年編制
1988年時点の編制は以下のとおりになる。
- 軍団司令部（シンフェロポリ）
- 第126自動車化狙撃師団（シンフェロポリ）
- 第157自動車化狙撃師団（フェオドシヤ）
- 第711訓練所（ソビエツコエ）

## 1967年編制
1967年時点の編制は以下のとおりになる。
- 軍団司令部（シンフェロポリ）
- 第52自動車化狙撃師団（ケルチ）
- 第126自動車化狙撃師団（シンフェロポリ）

## 出身者
- イゴール・ヴォロンチェンコ
- オレクサンドル・クズムク
- ドミトリー・ヤゾフ

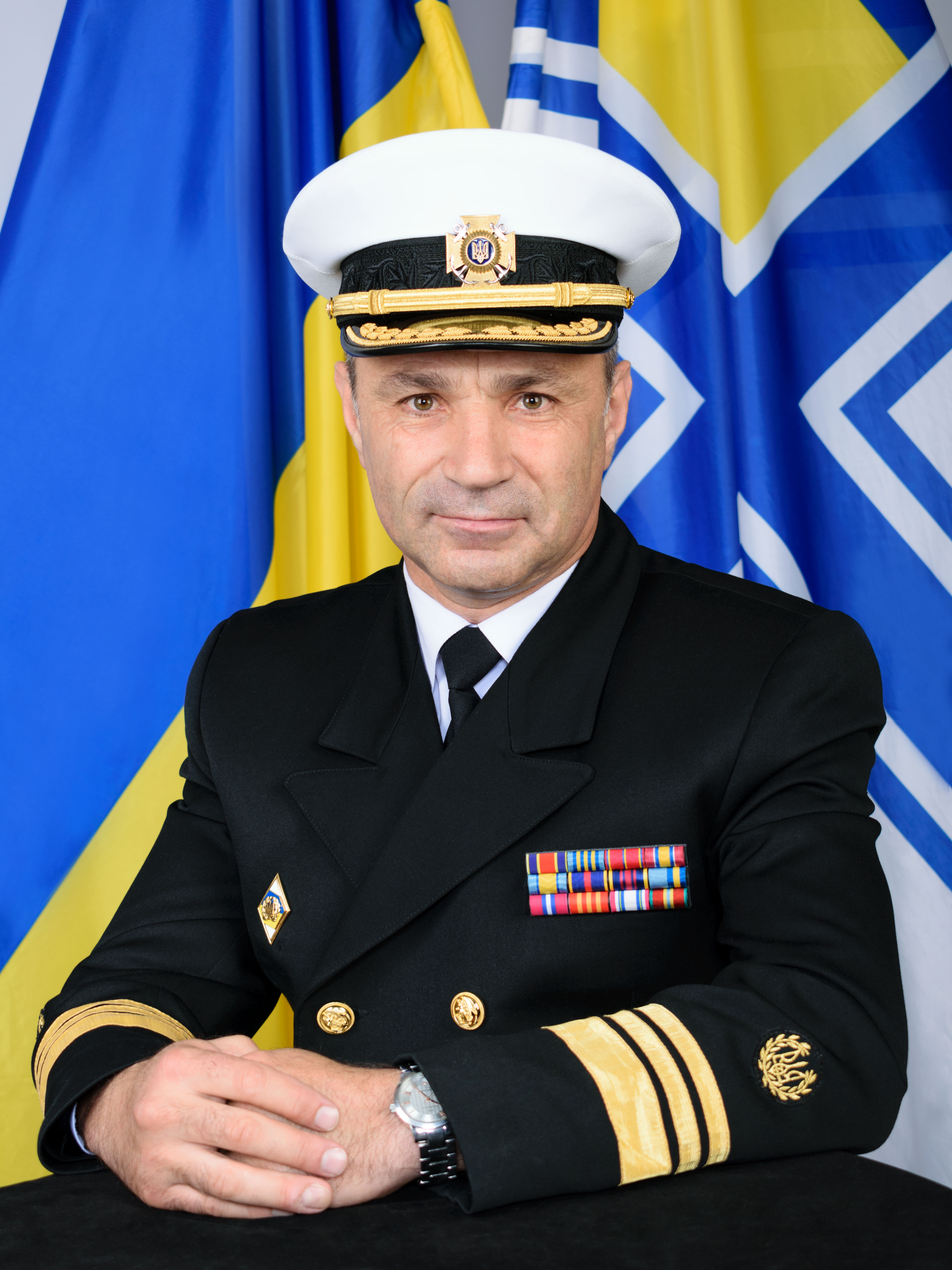
イゴール・ヴォロンチェンコ海軍司令官
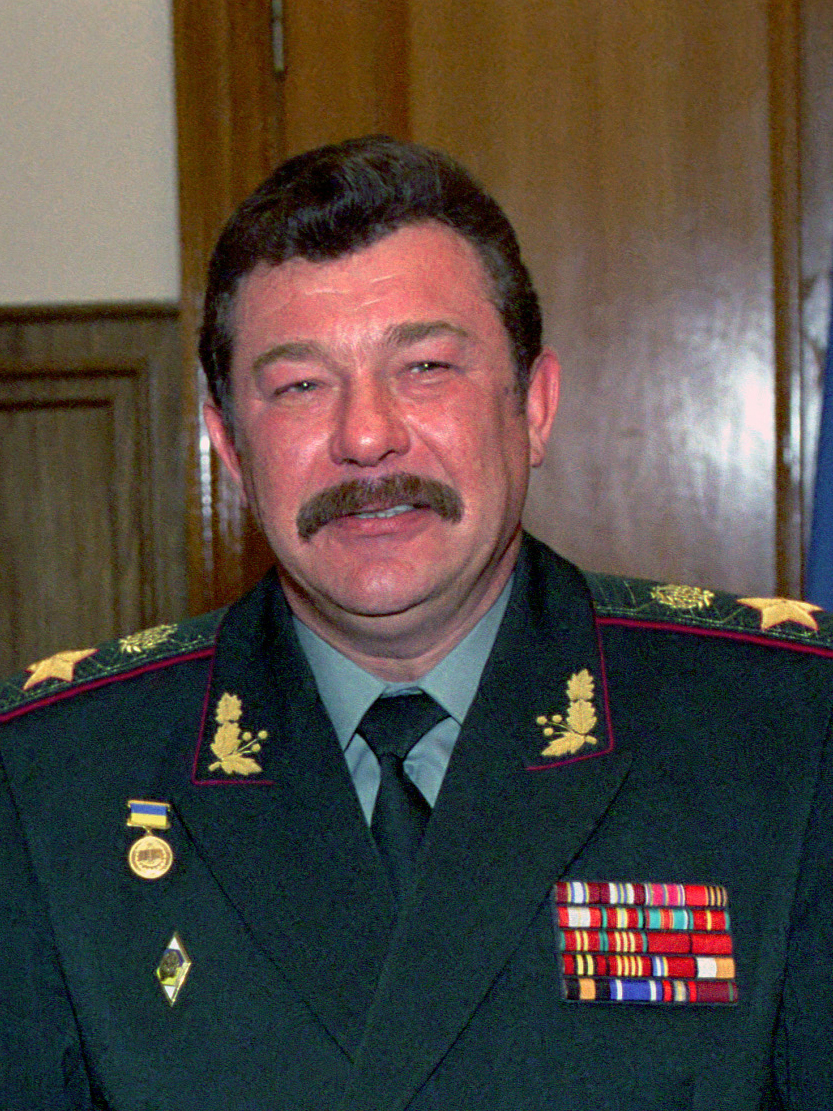
オレクサンドル・クズムク国防大臣
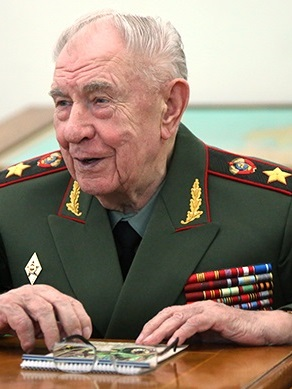
ソ連のドミトリー・ヤゾフ国防大臣